# Aoi Usagi
Aoi Usagi (tiếng Nhật: 蒼いうさぎ) là tên một bài hát Nhật do ca sĩ, diễn viên Noriko Sakai biểu diễn. Đây là bài hát trong phim Ngôi sao may mắn của truyền hình Nhật Bản. Bài này được dịch sang tiếng Việt với tựa đề Chú thỏ ngọc bích. Bài hát có giai điệu nhẹ nhàng, mượt mà, sâu lắng. Trong video clip của bài hát, Noriko Sakai đã vừa hát vừa biểu diễn lời bài hát bằng ngôn ngữ ký hiệu rất biểu cảm.